# Ligue catholique (Saint-Empire)
Pour les articles homonymes, voir Ligue catholique.

Drapeau de la Ligue catholique.

La Sainte Ligue catholique (du Saint-Empire) est une alliance des États allemands catholiques formée afin de contrecarrer l'Union protestante. La tension entre ces deux groupes mettra par la suite, le feu dans la première phase de la guerre de Trente Ans. Le duc Maximilien de Bavière, fondateur de cette ligue, en fut également le premier commandant.
En 1609, les États du Saint-Empire romain germanique se réunirent à Munich pour signer entre eux, pour une durée de neuf ans, un traité d'alliance militaire. Peu avant cette échéance, la guerre éclata entre Ferdinand II, empereur du Saint-Empire, et Frédéric V, électeur palatin. L'Union protestante se groupa naturellement derrière Frédéric V, contre la Ligue catholique soutenue par Ferdinand II. Cette dernière parvint à défaire les protestants dans la première phase de la guerre.

## Membres
Membres fondateurs (1609)
- Abbaye impériale de Kempten
- Électorat de Bavière
- Prévôté d'Ellwangen (de)
- Principauté épiscopale d'Augsbourg
- Principauté épiscopale de Constance
- Principauté épiscopale de Passau
- Principauté épiscopale de Ratisbonne
- Principauté épiscopale de Wurtzbourg

Membres ultérieurs
- Électorat de Cologne
- Électorat de Mayence
- Électorat de Trèves
- Principauté épiscopale de Bamberg
- Principauté épiscopale de Spire
- Principauté épiscopale de Strasbourg
- Principauté épiscopale de Worms

Soutiens
- Saint-Empire romain germanique
- États pontificaux
- Monarchie espagnole